# Nicolai Rehbinder

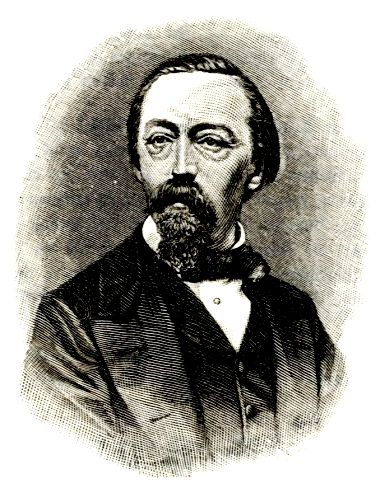
Nicolai Rehbinder

Nicolai Rehbinder (* 6. Dezemberjul. / 18. Dezember 1823greg. in Reval; † 31. Augustjul. / 12. September 1876greg. in Dorpat) war ein deutscher Schriftsteller.
Ludwig Nicolai Graf von Rehbinder, Sohn von Paul Eduard G.v. Rehbinder (1794–1870), trat im Alter von 17 Jahren für fünf Jahre in den Dienst der russischen Flotte. Drei Jahre später trat er in den zivilen Staatsdienst des Zaren. Er amtierte viele Jahre in Hapsal, später in Libau, dann während des polnischen Aufstands 1863/64 in Polangen und zuletzt in Reval als Beamter der Baltischen Eisenbahn.
Daneben betätigte er sich schriftstellerisch und gab belletristische Sammlungen junger Autoren des Baltikums heraus.
Ab 1874 war er schwer erkrankt und starb nach zwei Jahren an den Folgen einer gefährlichen Operation.
Eines seiner Kinder war Lilla Rehbinder (1847–1918).

## Werke
- Blätter. 1846
- Neue Gedichte. 1848
- Baltisches Album. 1848
- Ehstländische Skizzen. 1848
- Seemanns Ende. 1849
- Rizzo, Trauerspiel in 5 Acten. 1849
- Elfenmärchen. 1850
- Ein Ring : Trauerspiel in vier Aufzügen. 1851
- Vom Meeresstrande. 1856
- Aus dem Innersten. 1873
- Jesus von Nazareth, Trauerspiel in 5 Acten. 1875